# Kuckuckskinder (Roman)
Kuckuckskinder (engl. Originaltitel: The Midwich Cuckoos) ist der Name eines Science-Fiction-Romans, der vom britischen Autor John Wyndham 1957 verfasst wurde. Von dem Roman existieren mehrere Neufassungen.

## Zusammenfassung
Der Roman erzählt die Geschichte eines fiktiven englischen Dorfes, in welchem nach eintägiger Massen-Bewusstlosigkeit alle jungen Frauen schwanger sind und schließlich 61 Kinder von fast identischem Aussehen zur Welt bringen, die im Verlauf der Erzählung eine unverhoffte Bösartigkeit offenbaren. Der Originalroman ist in der Ich-Form geschrieben, Hauptperson ist ein ehemaliger Offizier und Dorfbewohner namens Richard Gayford, aus dessen Sicht die Geschichte erzählt wird.

## Handlung
Die Einwohner des englischen Dorfes Midwich führen ein beschauliches Leben, bis eines Morgens sämtliche Anwohner und Tiere mit einem Schlag bewusstlos werden. Das Phänomen tritt in einem Radius von zwei Meilen auf und ist scharf um das Dorf herum abgegrenzt.
Polizei und Militär werden auf den Vorfall aufmerksam, weil gegen zehn Uhr morgens sämtliche Telefonverbindungen abbrechen und zwei Häuser in Flammen aufgehen, aber keine Feuerwehr ausrückt. Die Behörden errichten eine Sperrlinie. Niemand, selbst Beamte und Anwohner von Midwich nicht, darf den errechneten Sperrradius überschreiten. Es zeigt sich, dass die Randzone perfekt kreisförmig um das Dorf verläuft und der Effektbereich eine halbkugelförmige Kuppel bildet. Der mysteriöse Ohnmachtseffekt befällt jeden, der die Sperrlinie überschreitet, endet aber genauso schlagartig, sobald der Betroffene die Effektzone verlässt. Nebenwirkungen scheint die Ohnmacht nicht zu haben. Untersuchungen und Befragungen von Opfern bleiben ebenfalls ergebnislos. Luftaufnahmen des Militärs zeigen allerdings am Boden mitten in der Ortschaft ein blasses, ovales Objekt.
Nach Ablauf eines Tages verschwinden das ominöse Objekt und der Ohnmachtseffekt. Die Dorfbewohner wachen wieder auf und stellen fest, dass augenscheinlich niemand verletzt wurde. Einen Monat später offenbart eine ärztliche Regeluntersuchung, dass alle prinzipiell fruchtbaren Frauen des Dorfes schwanger geworden sind. Eingehendere Folgeuntersuchungen zeigen, dass die Föten genau am Tage des mysteriösen Blackouts offenbar nicht natürlich gezeugt, sondern implantiert wurden. Diese Erkenntnis sorgt zunächst für Bestürzung, denn immerhin sind 61 Frauen des Dorfes zeitgleich schwanger geworden.
Als die Babys zur Welt kommen, scheinen sie in allem normal und überdies kerngesund. Alle haben wasserstoffblondes Haar, dessen Haarschäfte den Querschnitt eines großen „D“ aufweisen. Eine weitere Gemeinsamkeit sind die goldfarbenen Augen, deren Blick von Betrachtern stets als „starr“ und „durchdringend“ empfunden wird. Auch die Hautfarbe ist ungewöhnlich hell, fast silbrig schimmernd. Insgesamt kommen 31 Knaben und 30 Mädchen zur Welt. Es zeigt sich, dass die geschlechtliche Aufteilung der Babys ursprünglich zählgleich sein sollte – doch zum Zeitpunkt des Blackouts war eine der Frauen bereits schwanger gewesen. Kurze Zeit später sterben ein Junge und zwei Mädchen an einer Krankheit.
Die überlebenden Kinder haben genetisch nichts mit ihren Eltern gemeinsam. Dennoch wollen alle Mütter ihre Kinder behalten. Die Kinder wachsen ungewöhnlich schnell heran, und im Alter von neun Jahren haben sie den anatomischen Entwicklungsstand von Sechzehnjährigen erreicht. Während ihres Heranwachsens offenbaren die Kinder telepathische Fähigkeiten, wobei die geistigen Kontakte unter den Kindern jedoch stets aufs eigene Geschlecht beschränkt zu sein scheinen. So können die Knaben zeitgleich etwas lernen, wenn ein einzelner Junge etwas erlernt, nicht aber, wenn ein Mädchen dies tut. Die Mädchen können nichts lernen, was sich ein Junge neu aneignet. Die telepathischen Kräfte wachsen mit dem Alter der Kinder und nehmen Einfluss auf Außenstehende. Die Kinder nutzen diese Tatsache kalt aus, sobald sie bedroht werden. So bringen sie einen jungen Mann dazu, mit seinem Auto gegen eine Mauer zu fahren und sich selbst zu töten, nachdem er eines der Kinder versehentlich angefahren hat. Als sie von einem entlaufenen Stier gejagt werden, bringen die Kinder das Tier dazu, sich selbst im Dorfteich zu ertränken.
Als sich derlei Vorfälle häufen, beginnen die Dorfbewohner, die Kinder zu hassen. Eines Tages eskaliert die Situation, und ein wütender Mob versucht, das Internat, in dem die Kinder von Beginn an untergebracht waren, in Brand zu stecken. Der Plan misslingt jedoch, weil die Kinder inzwischen gegen sie gerichtete Gedanken bereits aus größerer Distanz erspüren können. Als der wütende Mob das Gebäude erreicht, treten die Kinder vor die Tür und zwingen die Dorfbewohner, sich gegenseitig anzuzünden.
Inzwischen hat das Militär herausgefunden, dass Midwich nicht das einzige Dorf ist, in dem nach einem eintägigen Massen-Blackout „Kuckuckskinder“ geboren wurden. In einer Inuit-Gemeinde in Kanada, einer Gemeinde in Australien und einer Kleinstadt in Sibirien hat sich dasselbe zugetragen. Allerdings töteten die Inuit ihre Kinder, weil die jungfräulichen Geburten ihre Tabus gebrochen hatten. Das sibirische Dorf wird von den Sowjetstreitkräften mittels einer ferngelenkten Rakete ausgerottet. Offiziell wird dies als „Unfall“ deklariert.
Die Kinder werden sich ihrer Bedrohtheit bewusst und agieren zunehmend rücksichtsloser. Bei einer Routinebefragung durch die Militärbehörden machen die Midwich-Kinder klar, dass sie sich nicht so leicht töten lassen werden. Sie untermauern ihre Drohungen, indem sie alle Erkundungsflugzeuge abstürzen lassen, sobald sie dem Dorf zu nahe kommen. Sie fordern das Militär auf, ihnen zur Flucht aus Midwich zu verhelfen und sie an einem geheimen Ort unterzubringen. Das Militär ist ebenso ratlos wie die Dorfbewohner. Doch der Dorflehrer Gordon Zellaby beschließt, etwas zu unternehmen. Da er schwer herzkrank und womöglich selbst dem Tode nahe ist, will er sich opfern, um die Kinder zu vernichten. Unter dem Vorwand, einen idealen Ort für sie gefunden zu haben, zeigt er den Kindern einen Film über die ägäischen Inseln. Im Filmprojektor ist jedoch eine Bombe versteckt, die der Dorflehrer zündet, als die Kinder sich auf den Film konzentrieren und ihn selbst aus den Augen lassen. Die Bombe tötet sowohl die Kinder als auch Gordon Zellaby.

## Idee zum Buch
Als Grundkonzept und Inspiration für sein Buch diente John Wyndham der Kuckuck, der seine Eier in die Nester kleinerer Singvögel legt, um die Brutarbeit und Fürsorge den Wirtseltern zu überlassen. Ähnlich ergeht es den Bewohnern von Midwich: Auch ihnen werden Kuckuckskinder untergeschoben. Im Roman besteht allerdings ein Unterschied hinsichtlich der Fürsorge um den unfreiwilligen Nachwuchs: Die Kuckuckskinder kümmern sich rigoros um sich selbst und dulden keinerlei Einmischung seitens ihrer Zieheltern.
In der Romanerzählung endet das „Kuckucksphänomen“ mit dem Sichtbarwerden der mentalen Kräfte, über welche die Kinder verfügen. Bis dahin jedoch ist die Grundidee faszinierend, dass die größte Gefahr von der eigens aufgezogenen „Brut“ ausgehen könnte, die sonst so menschlich wirkte. Dieses Schema findet bis heute in vielen Science-Fiction-Romanen und -filmen große Resonanz.
Eine erste deutsche Übersetzung des Romans trug den frei formulierten, wenig prägnanten Titel Es geschah am Tage X, während der englische Originaltitel die Geschichte von außerirdischen Invasoren, die nach dem Prinzip des Kuckucks in ein irdisches „Nest“ gesetzt werden, treffender beschreibt.

## Verfilmungen
Das Werk wurde bislang zweimal verfilmt, einmal 1960 vom deutschen Regisseur Wolf Rilla und ein weiteres Mal 1995 vom US-Regisseur John Carpenter. Beide Verfilmungen tragen den Titel Village of the Damned (zu deutsch „Das Dorf der Verdammten“). Ab 16. Juni 2022 ist eine Serien-Adaption des Werks bei Sky als Sky Original unter dem Titel „Midwich Cuckoos“ zu sehen.

## Ausgaben
- John Wyndham: The Midwich cuckoos. Ballantime Books, London 1957 (Erstausgabe)
- John Wyndham: The Midwich cuckoos. Evans Brothers, London 2005 (Neuauflage), ISBN 978-0-237-52689-4.
- John Wyndham: Es geschah am Tage X… Heyne, München 1965 (Deutsche Erstausgabe, übersetzt von Gisela Stege)
- John Wyndham: Kuckuckskinder. Phantastische Bibliothek, Band 277, Suhrkamp, Frankfurt am Main 1991, ISBN 3-518-38393-0 (Neuübersetzung von Christiane Schreiter)